# صالح فرحان
صالح أحمد فرحان (1 يناير 1981) لاعب كرة قدم بحريني يلعب حاليا لصالح نادي الدرجة الأولى الرفاع البحريني في مركز الوسط المحوري من 2008.

## الإنجازات

### الرفاع
- الدوري البحريني الممتاز (4): 2000، 2003، 2012، 2014
- كأس ملك البحرين (1): 2010
- كأس ولي العهد (3): 2002، 2003، 2004
- كأس الاتحاد البحريني (2): 2001، 2004، 2014

## روابط خارجية
- صالح فرحان على موقع قاعدة بيانات كرة القدم.إي يو (الإنجليزية)
- صالح فرحان على موقع ناشيونال فوتبول تيمز (الإنجليزية)
- صالح فرحان على موقع Soccerway.com (الإنجليزية)